# Berens River
Der Berens River ist ein etwa 530 km langer Zufluss des Winnipegsees in den kanadischen Provinzen Ontario und Manitoba.

## Flusslauf
Der Berens River hat seinen Ursprung in einem namenlosen See im Kenora District in Ontario. Von dort fließt er in westlicher Richtung nach Manitoba und mündet schließlich nahe der First-Nation-Siedlung Berens River in den Winnipegsee. Der See weist mehrere Seen und Stromschnellen entlang seinem Lauf auf.

## Geschichte
Der Fluss war ein traditionelles Jagd- und Fischrevier der First Nations über Tausende von Jahren. 1767 erreichten erstmals europäische Entdecker den Fluss. Sie hatten vorher den Severn River überquert und befuhren anschließend den Berens River abwärts zum Winnipegsee. Der Fluss wurde nach Joseph Berens benannt, einem Gouverneur der Hudson’s Bay Company (HBC).
Mehrere HBC-Handelsposten sowie einer der Northwest Company wurden an der Flussmündung, oberstrom, sowie an der Mündung des südlicher gelegenen Pigeon River in den Jahren 1814 und später errichtet. Das Flusssystem wurde somit Teil der HBC-Handelsroute.

## Naturgeschichte
Der Berens River ist einer der letzten Flüsse im südlichen Kanada, der bisher sehr geringe Natureingriffe erfahren hat. Es gibt keine Hauptstraßen in dem Gebiet. Das Einzugsgebiet bildet einen wichtigen Lebensraum des Waldkaribu.

## Transportwege
Die Provinzregierung von Ontario gab 2009 die Finanzierung einer Studie zum Bau einer permanenten Brücke über den Berens River bekannt, welche an einer vorhandenen Winterstraße liegen würde. Im Süden würde diese an eine Allwetterstraße zum Ontario Highway 125 anschließen, im Norden zu den Siedlungen der Deer Lake First Nation, North Spirit Lake First Nation und der Sandy Lake First Nation. Die genaue Lage der Brücke wäre östlich und oberhalb des Berens Lake.

## Siedlungen am Flusslauf
- Berens River (Manitoba)
- Little Grand Rapids (Manitoba), am Family Lake etwa 115 km südöstlich der Flussmündung.
- Poplar Hill First Nation, in Ontario
- Pikangikum First Nation, in Ontario

## Zuflüsse
- Keeper River (links)
- Crooked Mouth River (rechts)
- Pikangikum Lake
  - Dowling River (links)
- Throat River (rechts)
- Windfall Creek (links)
- Owl Creek (links)
- Mamakwash River (links)
- Whitefish River (rechts)
- Serpent River (links)